# 지고쿠다니 온천 (나가노현)

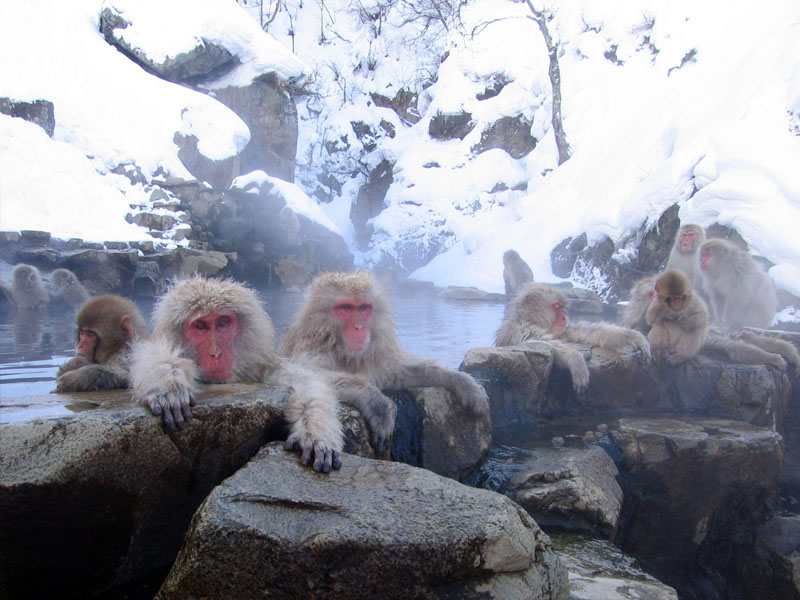
지고쿠다니 온천

지고쿠다니 온천(일본어: 地獄谷温泉 지고쿠다니온센[*])은 일본 나가노현 시모타카이군 야마노우치정에 위치한 온천이다. 야생 원숭이가 많이 있는 것으로 잘 알려져 있다.